# (12068) Khandrika
(12068) Khandrika (1998 FZ53) – planetoida z pasa głównego asteroid okrążająca Słońce w ciągu 3,48 lat w średniej odległości 2,3 j.a. Odkryta 20 marca 1998 roku.